# Heteromirafra
Heteromirafra is een geslacht van zangvogels uit de familie Alaudidae (leeuweriken).

## Soorten
Het geslacht kent de volgende twee soorten:
- Heteromirafra archeri – Somalische sporenleeuwerik
- Heteromirafra ruddi – Sporenleeuwerik

Sinds 2013 wordt de sidamoleeuwerik (Heteromirafra sidamoensis) beschouwd als dezelfde soort als de Somalische sporenleeuwerik.